# Kurt Bergström
Kurt Johan Bergström (ur. 23 lipca 1891 w Lidingö, zm. 20 listopada 1955 w Jönköping) – szwedzki żeglarz, olimpijczyk, zdobywca srebrnego medalu w regatach na Letnich Igrzyskach Olimpijskich 1912 w Sztokholmie.
Na Letnich Igrzyskach Olimpijskich 1912 zdobył srebro w żeglarskiej klasie 12 metrów. Załogę jachtu Erna Signe tworzyli również Hugo Sällström, Nils Persson, Erik Lindqvist, Nils Lamby, Sigurd Kander, Folke Johnson, Hugo Clason, Dick Bergström i Per Bergman.
Brat Dicka Bergströma.